# Madonna dell'Arancio
La Madonna dell'Arancio è un dipinto olio su tavola (212x139 cm) di Cima da Conegliano, databile al 1496-1498 e conservata nelle Gallerie dell'Accademia a Venezia.

## Storia
La pala proviene dalla chiesa di Santa Chiara a Murano, dove venne confiscata durante le soppressioni napoleoniche per approdare al museo veneziano.

## Descrizione e stile
L'opera mostra un'insolita iconografia di sacra conversazione, ambientata completamente in un paesaggio naturale, secondo un desiderio che iniziava a manifestarsi proprio in quegli anni di abbandonare i tradizionali sfondi architettonici chiusi.
La Madonna col Bambino, invece dell'usuale trono ligneo o marmoreo è seduta su una roccia a forma di trono, con dietro un alberello d'arancio che ha dato il nome all'opera. Alla base del trono ciondola un cartiglio con la firma dell'artista. Ai lati si trovano i santi Girolamo (sinistra, riconoscibile dall'abito da eremita, la lunga barba, la testa canuta e la pietra in mano per percuotersi il petto per penitenza) e Ludovico di Tolosa (a destra, riconoscibile per l'abito vescovile, la tonsura francescana e l'aspetto giovanile). Nella veste di san Ludovico Cima inserì alcuni ricami di santi, ispirandosi sia a maestri della prima metà del XV secolo, ma anche alla moda dei sontuosi abiti sacri dell'epoca. Sullo sfondo si vede anche san Giuseppe accanto a un asino.
Lo sfondo è composto da un paesaggio idilliaco, con colline che digradano in lontananza, una città murata con castello e numerose specie vegetali e animali, descritte con amabile cura. Il cielo, leggermente coperto da nubi, schiarisce dolcemente verso l'orizzonte, dove si vede una luce chiara e dorata, che dà ai colori una freschezza primaverile. Questa luce è il vero e proprio connettivo dell'intera pala, che lega il paesaggio, i protagonisti e tutti i dettagli, creando un ambiente unitario dove, si direbbe, che "circola l'atmosfera". Si tratta della più importante innovazione portata a Venezia da Antonello da Messina, (in città dal 1474 al 1476), raccolta dai migliori pittori veneti dell'epoca, tra cui, oltre allo stesso Cima, Giovanni Bellini.
Rispetto allo stile di Bellini Cima si discostò con una maniera che rende le figure in maniera più nitida e precisa, ispirata all'esempio dei pittori nordici, piuttosto che il morbido tonalismo del collega.

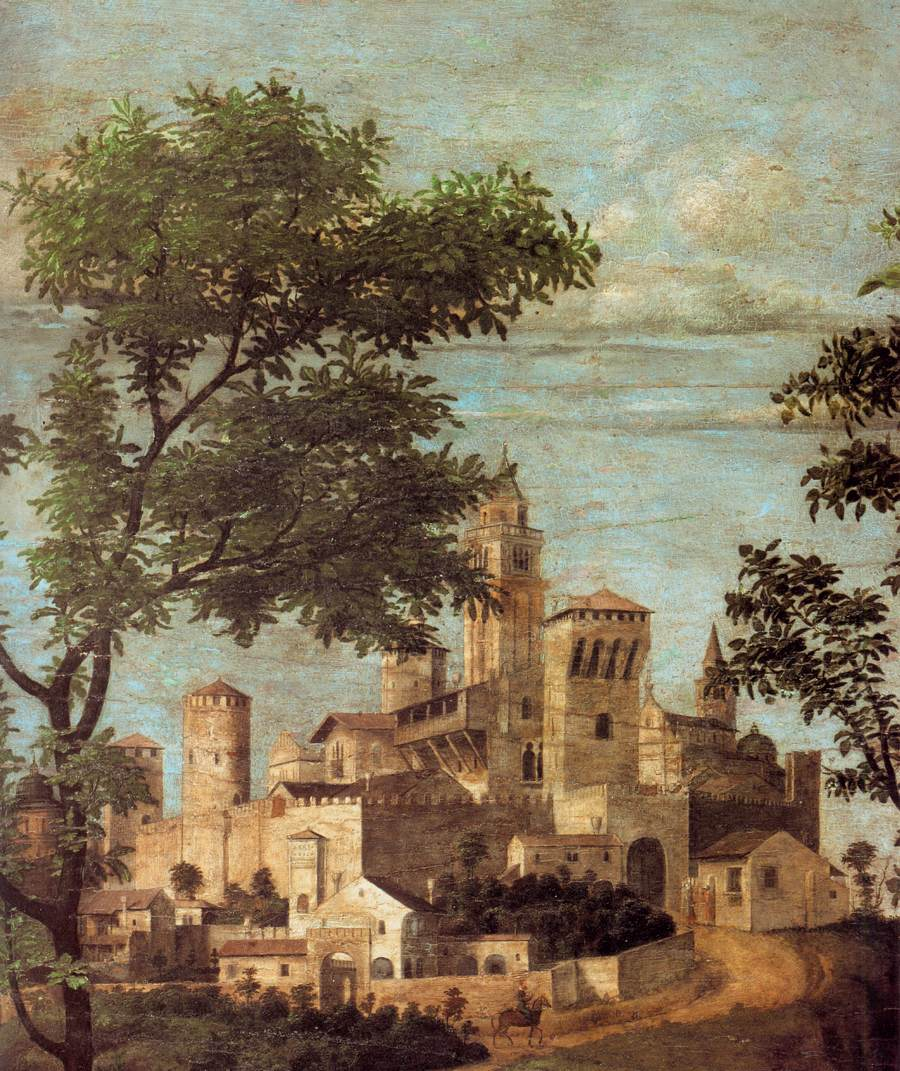
Il paesaggio
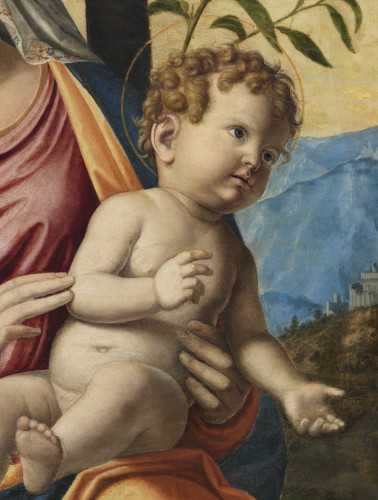
Il Bambin Gesù